# Света Неделя (Матка)
Вижте пояснителната страница за други значения на Света Неделя.
„Света Неделя“ (на македонска литературна норма: „Света Недела“) е средновековна православна църква в северната част на Северна Македония.

## История
Църквата „Света Неделя“ е изградена в крепостта Марков град, високо над пролома Матка, на левия бряг на река Треска, непосредствено южно от запазената „Свети Спас“. На юг от нея са развалините на църквата „Света Троица“. Представлява малък, еднокорабен, куполен храм с правилна ориентация изток-запад. Стените ѝ са изградени от трошен и дялан местен камък варовик. Църквата е част от късноантичната крепост Марков град и при строежа ѝ обилно са използвани тухли и покривни кермиди от коринтски тип от крепостта. Горните части на свода и куполът са изградени от каменни блокове бигор. Апсидата отвътре е полукръгла, а отвън е тристранна. Северно и южно от нея има две малки полукръгли ниши, покрити с малки полукалоти отгоре. Куполът и барабанът не са запазени, но се виждат двата източни пандантива, опрени върху пиластри. Куполът е бил подпрян върху напречните арки, от които е запазена само източната. Входът е от запад.
Анализът на запазените останки от стенописи и архитектурата говори, че църквата датира от периода между 1350-а и 1360 година.
В разкопаната и проучена сграда край църквата вероятно е живеел господарят на Матка. Народната местна традиция разказва за хубавата Бояна, господарка на този град, която, за да не попадне в ръцете на нахлуващите турци, се е самоубила, скачайки в реката. Западният подград е с размери 120 х 50 m. Обхванат от силна отбранителна стена, широка 1,80 m, запазена на едно място на височина до 3 m, която се намира веднага западно от църквата, до самия ѝ вход. Най-вероятно храмът е бил селска църквата на някогашното, сега несъществуващо село Иване, което според преданията имало в един дол църква, посветена на Света Неделя, на която е правел голям събор.